# MixMaster Online
MixMaster Online es un videojuego videojuego de rol multijugador masivo en línea gratuito de navegador web (con aplicación para Windows) lanzado en 2003 en Corea del Sur, y en el resto del mundo en 2005. En su apogeo a mediados de la década de los 2000, el juego alcanzó 2,3 millones de jugadores, con cifras de septiembre de 2007.
Tras el éxito del videojuego, fue creada una serie de animación llamada Mix Master por el estudio surcoreano Sunwoo, que más adelante se distribuyó en otros países como Francia (por Moonscoop), Reino Unido, Italia, o España (Nickelodeon).

## Funcionamiento
Al empezar a jugar, el jugador debe elegir entre una de las 4 clases disponibles y completar misiones a través de un mundo denominado Atreia usando unas criaturas mágicas llamadas Hench.
Una de las diferencias entre este videojuego y otros similares del mismo tipo es la novedad en dicha época de contar con la capacidad de mezclar "Henches" y crear una nueva criatura a partir de dicha combinación.

## Lanzamiento en Steam
La desarrolladora del juego Joyple, a través de su distribuidora australiana, lanzó una campaña en la plataforma de videojuegos Steam, con el objetivo de disponer a la descarga de los usuarios el juego con mayor facilidad a su método habitual, su página web. Con una confirmación de luz verde y una actualización en agosto de 2019, la fecha sigue figurando como "próximamente".